# Charlie Hickman
Charlie Hickman (* 24. November 1935 in Chicago als Charles Martin Hickman Jr; † 2. Oktober 1979 in Sydney) war ein amerikanischer Schauspieler und Sänger, der vor allem als Radio- und Fernsehmoderator hervortrat.

## Leben und Wirken
Hickman wurde als Sohn des Rechtsanwalts Charles Martin Hickman und von Gertrud Hickman geb. Merrion geboren, die nach dem Tod ihres Mannes im Alter von 47 Jahren als Pressereferentin für die Hilton Hotel Corporation arbeitete. Nach dem Abitur arbeitete er als Radio-Diskjockey und Theaterschauspieler, um sein Studium der Psychologie und der Politikwissenschaften an der University of Notre Dame in South Bend, Indiana, zu finanzieren.
1958 kam er als GI nach Deutschland, wo er während der folgenden zwei Jahre als Diskjockey bei AFN bekannt und beliebt wurde.  Nach seiner Entlassung aus der Armee moderierte er bis 1969 die Schlagermusiksendung Teens-Twens-Toptime beim Hessischen Rundfunk und moderierte mehrere Jahre lang die regionale Fernsehsendung Beat Beat Beat des Hessischen Rundfunks.  Ab Dezember 1965 moderierte er ein Jahr lang die Musiksendung Musik und Information beim Norddeutschen Rundfunk (NDR), die deutschlandweit ausgestrahlt wurde. Im Juni 1966 moderierte er die Deutschland-Tournee der Beatles; im selben Jahr nahm er einige Schlager für Polydor auf. Er erschien oft als Gastmoderator bei Frank Elstner im Radio Luxembourg und sprach neun Jahre lang die englische Nachrichtenversion der Deutschen Welle.  Vom 8. Januar 1968 bis zum 30. September 1968 moderierte er einmal wöchentlich die Hörfunksendung Schlager der Woche beim RIAS.
Als Schauspieler trat er in den Filmen Verspätung in Marienborn, Kennwort: Reiher, Der Diamantenprinz, Toller Hecht auf krummer Tour, einer Episode von Man from U.N.C.L.E auf. Zeitweilig Manager der Jazzsängerin Inge Brandenburg, war er an dem Musikfilm Jazz und Jux in Heidelberg (1964) beteiligt, dann an dem Fernsehfilm Das Kriminalmuseum: Die Mütze (1965) und dem Spielfilm Mädchen zwischen Sex und Sünde.
Er war für kurze Zeit mit der Schauspielerin Elke Arendt verheiratet, mit der er eine gemeinsame Tochter, die spätere Schauspielerin Lauretta Hickman, hatte. Von 1961 bis 1967 lebte er in München und von 1967 bis 1969 in Königstein im Taunus. Im Dezember 1969 entschloss er sich, der Unterhaltungsbranche den Rücken zu kehren, und bis Anfang 1971 ging er mit seiner Lebensgefährtin Karin auf eine mehrjährige Überlandreise durch Afrika und Asien. Danach lebte er mit seiner Familie in Chicago, wo er bis Ende 1973 als Börsenmakler für Dean Witter (mittlerweile Teil von Morgan Stanley) arbeitete. Bewegt von dem turbulenten politischen und wirtschaftlichen Umfeld in den USA zu dieser Zeit, emigrierte er mit seiner Frau Karin und den Söhnen Jörg und Reiner nach Australien. In Sydney leitete er die Amerikanische Handelskammer bis zu seinem plötzlichen Tod an einem Herzinfarkt.

## Diskografie
- Jeder geht seinen Weg/Und morgen (Polydor 52608, 1965)
- Das ist das Ende vom Lied/Erzähl mir, warum du weinst (Polydor 52677, 1966)
- Doch dann bist du gekommen/Keine Zeile, kein Wort von dir (Polydor 52720)
- Gestatten Sie / The Whistle Dance (Polydor 52709 als Charlie & The Brothers Dufte)
- Du hast mein Wort/Am großen Glück vorbei (Polydor 52761, 1966)